# Governació de Muthanna
|  | Per a altres significats, vegeu «Al-Muthanna ibn Hàritha». |

La governació o muhàfadha de Muthanna o Al-Muthanna —àrab: محافظة المثنى, muḥāfaẓat al-Muṯannà— és una governació o muhàfadha de l'Iraq, que rep el nom del general àrab del segle VII al-Muthanna ibn Hàritha. Al 2015 constava una població de 770.500 habitants. És al sud del país, limítrofa amb l'Aràbia Saudita i les governacions iraquianes de Basra, Dhi Qar, Diwaniya i Najaf. La seva capital és la ciutat de Samawah. Abans del 1976 formà part de la província de Diwaniya, que incloïa les que serien les governacions de Najaf i Al-Qadisiyyah.
Samawah és molt a prop de l'antiga ciutat sumèria-babilònica d'Uruk (Erech en arameu), possiblement l'origen del nom del'Iraq. Després de la decadència de Babilim que seguí el declivi selèucida que havien fundat Selèucia del Tigris, Uruk esdevenia la ciutat més gran al sud de la Babilònia, i el seu nom (Erech) reemplaçà Babili (Babilònia), mentre la ciutat molt de temps sobrevisqué a la capital anterior, arribant al segle VII dC.

## Govern provincial
- Governador: Ibrahim S. Al-Miali Arxivat 2008-09-11 a Wayback Machine.
- President d'Al-Muthanna Consell Provincial: Abdul Latif H. Al-Hassani